# Relacions Estats Units-Guinea Equatorial

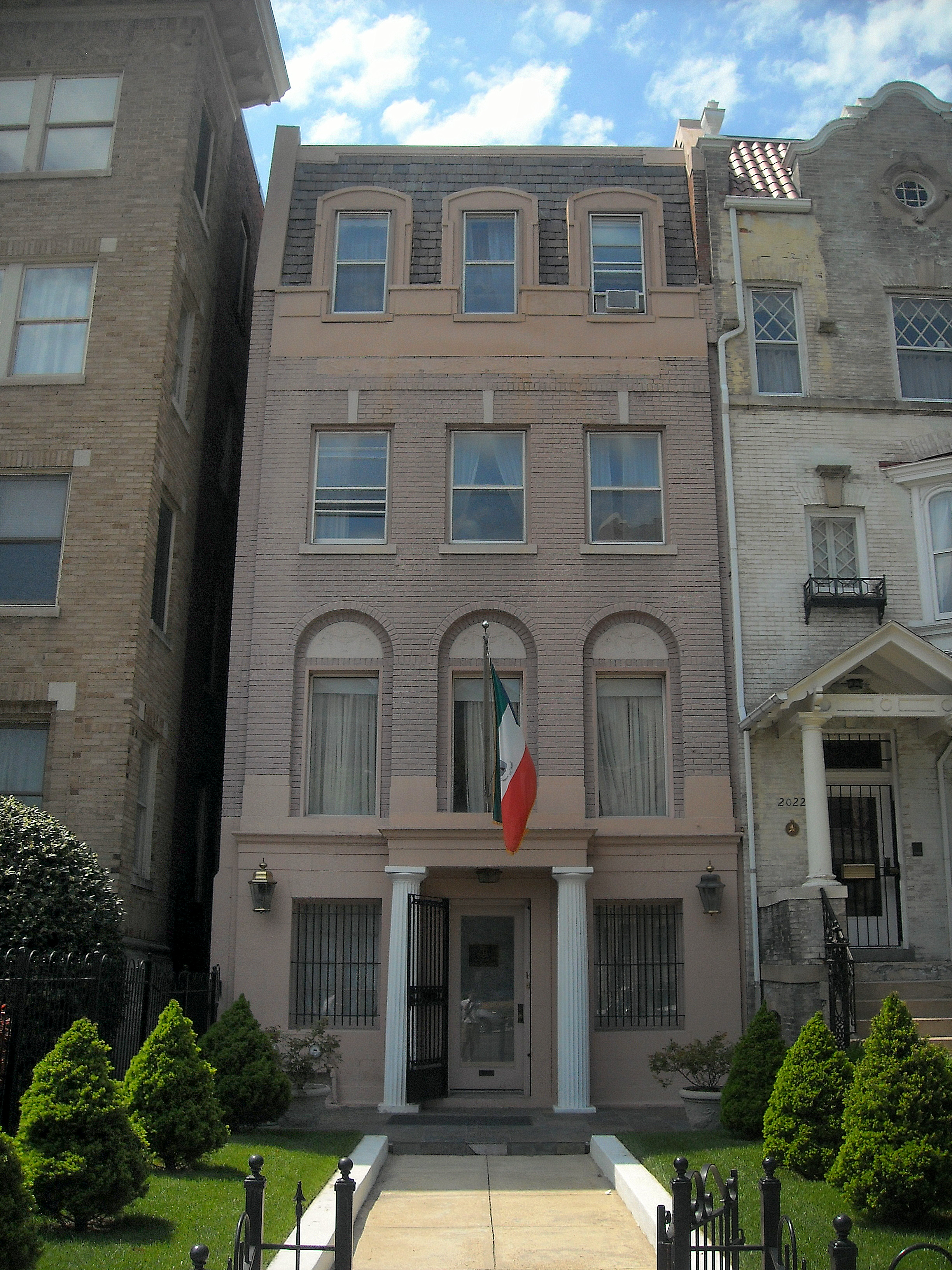
Ambaixada de Guinea Equatorial a Washington, D.C.

Les Relacions Estats Units-Guinea Equatorial són les relacions bilaterals entre Guinea Equatorial i els Estats Units.

## Història
El Govern de Guinea Equatorial va veure el Govern federal dels Estats Units i les empreses estatunidenques favorablement. Els Estats Units són el major inversor estranger a Guinea Equatorial. Les empreses estatunidenques tenen la major i més visible presència estrangera al país. En un esforç per atreure una major inversió estatunidenca, els posseïdors de passaport estatunidenc tenen visat per a fer visites curtes lliurement. Els Estats Units són l'únic país amb aquest privilegi. Amb l'augment de la presència d'inversió estatunidenca, les relacions entre els Estats Units i el Govern de Guinea Equatorial s'han caracteritzat per una relació positiva i constructiva.
Guinea Equatorial té una ambaixada a Washington, DC, i ha rebut l'aprovació d'un consolat a Houston (Texas). El president Teodoro Obiang està treballant per conrear les relacions entre Guinea Equatorial i Estats Units amb visites regulars als EUA per a reunions amb líders governamentals i empresarials d'alt nivell.
El 2005 l'informe sobre els drets humans del Departament d'Estat dels Estats Units esmenta deficiències en els drets humans fonamentals, la llibertat política i els drets laborals. Guinea Equatorial atribueix les deficiències a l'excés de zel per part de les autoritats locals i promet un millor control i sensibilització. La política del govern dels Estats Units implica compromís constructiu amb Guinea Equatorial per fomentar una millora de la situació dels drets humans i l'ús positiu dels fons derivats del petroli dirigits cap al desenvolupament d'una societat civil. Els equatoguineans visiten els EUA sota programes patrocinats pel Govern dels EUA, companyies petrolieres nord-americanes, i institucions educatives. L'Ambassador's Self-Help Fund finança anualment un nombre de petits projectes de base.
A la vista de les relacions entre les empreses nord-americanes i Guinea Equatorial, l'agència de promoció d'inversions a l'exterior del Govern dels Estats Units, l'Overseas Private Investment Corporation (OPIC), ha celebrat l'acord més gran d'Àfrica subsahariana per un important projecte dels Estats Units a Guinea Equatorial. L'Agència dels Estats Units per al Desenvolupament Internacional no té programes o iniciatives relacionades amb Guinea Equatorial, ni és l'actual Cos de Pau. Les organitzacions no governamentals amb seu als Estats Units i altres grups de donants tenen molt poca participació en el país.
Els Estats Units han reobert la seva ambaixada a temps complet a Malabo (funcionament limitat), amb el primer ambaixador resident a 12 anys.